# Clevelandia ios
Clevelandia ios är en fiskart som först beskrevs av Jordan och Gilbert 1882.  Clevelandia ios ingår i släktet Clevelandia och familjen smörbultsfiskar. Inga underarter finns listade i Catalogue of Life.